# Agrupación Deportiva Parla
La Agrupación Deportiva Parla es un equipo de España del municipio de Parla (Madrid) que milita en la Tercera Federación (Grupo VII), fundada en el año 1973 por el padre José Paz Serrano.
La época de los años 80 siendo su presidente Luis Martínez Sánchez fue la más fructífera por su participación en Segunda B. Militaron jugadores de la talla de Becerra, Alvarado, Rafa Benítez, Rivera, Dorado, Marco, Camuñas y otros muchos que hicieron de la A.D. Parla un club con el apoyo de una gran afición. Una afición caracterizada por el buen gusto futbolístico y por su seguimiento incondicional al equipo, que llenaba Los Prados todos los domingos.
Se crearon varias peñas, que dieron colorido y alegría a las gradas, además de seguir al equipo por la geografía española.
El equipo descendió de categoría y pasó por momentos muy difíciles, e incluso se llegó a pensar en la desaparición.
Actualmente con la entrada de la nueva Junta Directiva, la A.D. Parla pelea con los mejores equipos de la Comunidad de Madrid, aun estando en inferioridad económica, con presupuestos muy ajustados, pero con una casta y un saber estar que le ha valido para consolidarse como uno de los equipos que aparecen año tras año como aspirante a entrar en la liga de ascenso, siendo respetados y queridos en la Tercera Federación, anteriormente conocida como Tercera División.
En el ánimo de la actual Junta Directiva y de la Dirección Técnica está el recuperar poco a poco la comunión que existía entre afición y equipo, que empezó hace cuatro temporadas con la participación en la fase de ascenso a Segunda B y con la incorporación a la primera plantilla de jugadores de la cantera, algo que la afición está valorando con gratitud, acudiendo en mayor número de seguidores al Estadio Municipal de los Prados.
En la campaña 2023-24, el Parla descendió nuevamente de Tercera Federación tras haber logrado ascender la campaña anterior desde Preferente Madrid, pero al cubrir el Club Deportivo Móstoles U.R.J.C. la vacante dejada por el Club Deportivo Elemental Ursaria debido a problemas económicos de este último, el Parla logró mantener la categoría un año más.
Se está intentando "aflorar" el sentimiento equipo/afición que se vivía en Parla hace años.
En la actualidad el número de socios asciende aproximadamente a 700 y el equipo juega en el vetusto Estadio Municipal de Los Prados, aunque hay en proyecto la construcción de un nuevo Estadio que tendrá anexo una ciudad deportiva para la cantera, cada vez más numerosa, de la A.D. Parla.
El club se encuentra con un presupuesto muy ajustado, haciendo frente a todos los pagos que se deben a futbolistas, entrenadores, pagos de cantera etc. "herencia" dejada por el anterior presidente, Francisco Flores Díaz. 
Tras dejar el cargo, Eungenio Fernández Lagos trató durante todo su cargo como presidente remontar la pésima situación del club, logrando conectar con los aficionados negriazules por su pasión compartida por el Parla. Desafortunadamente, Fernandez Lagos falleció el 20 de diciembre del 2023, siendo sucedido por Nuria López Blázquez, con la que se espera volver a tiempos mejores tanto deportiva como económicamente.
Durante el mandato de la nueva presidente, ya se han logrado algunos logros, como la creación de la A.D Parla Femenino, que milita en la Primera Fútbol Femenino y lidera la tabla con 56 puntos a día 8 de mayo de 2025.

## Escudo
Su escudo está dividido en dos mitades, la primera represa la ermita de Parla y la otra son los colores del equipo fondo azul y dos rayas negras, el escudo tiene un marco blanco a su alrededor, en la parte de arriba aparece una A. a continuación un balón de fútbol y una D. mientras que en la parte de abajo pone Parla.

## Uniforme
- Uniforme titular: La camiseta desde sus inicios utiliza los colores azul a rayas negras, y en el centro su patrocinador, unos de los más destacados fue Segasa que durante muchos años fue su principal patrocinador hasta el cierre de la empresa, posteriormente han ido pasando diferentes patrocinadores al equipo. En el año (2010-2011) se incorpora el escudo de la ciudad en el lado derecho de la camiseta con detalles en dorado desde el cuello hasta debajo de la camiseta pasando por las mangas, pantalón negro con detalle dorado en los laterales y medias azules.

- Uniforme alternativo: Como alternativos el equipo a llevado diferentes uniformes destacando uno con Camiseta blanca, pantalón blanco y medias blancas, a este le sustituyó la camiseta amarilla y pantalón negra y medias azules con rallas negras y un tercero que solo cambia la camiseta a color blanca.

## Estadio
Los Prados, con dimensiones de 107 × 77, capacidad para 2500 personas y hierba natural, situado en la Avenida Juan Carlos I s/n. Está previsto que en un futuro se realice una remodelación de los Prados, convirtiéndolo en un gran estadio de fútbol con una mayor capacidad y unas instalaciones más completas.
Los equipos inferiores del club juegan y entrenan en otro centro deportivo, en este caso en el Complejo Deportivo Camuñas situado en la Avenida Las Américas s/n.

## Datos del club
- Temporadas en 2.ªB: 5
- Temporadas en 3.ª: 33
- Temporadas en 3.ª RFEF: 3
- Debut en 2.ªB: 1982-83
- Debut en 3.ª: 1980-81
- Debut en 3.ª RFEF: 2021-22
- Mejor puesto en la liga: 10.º (Segunda División B temporada 1982-83 y 1983-84)
- 7 Participaciones en la Copa del Rey (81-82)(82-83)(83-84)(84-85)(87-88)(06–07)(10-11) .
- 5 Play-Off de ascenso a 2.ª B (04-05)(05-06)(08-09)(09-10)(11-12) .

## Palmarés

### Campeonatos nacionales
- Tercera División de España (2): 1981-82 (Grupo VII) y 1986-87 (Grupo VII).
- Subcampeón de Tercera División de España (3): 2005-06 (Grupo VII), 2008-09 (Grupo VII) y 2009-10 (Grupo VII).

### Campeonatos regionales
- Regional Preferente de Madrid (1): 1999-00 (Grupo 2).[1]
- 1.ª Regional Ordinaria Castellana (1): 1977-78 (Grupo 1).[2]
- 2.ª Regional Ordinaria Castellana (1): 1976-77 (Grupo 3).[3]
- 3.ª Regional Ordinaria Castellana (1): 1974-75 (Grupo 10).[4]
- Copa RFEF (Fase Regional de Madrid) (1): 1994-95.[5]
- Copa RFFM Comunidad de Madrid (1): 1997-98.[6]
- Subcampeón de la Regional Preferente de Madrid (2): 2002-03 (Grupo 2)[7] y 2017-18 (Grupo 2).[8]
- Subcampeón de 3.ª Regional Preferente Castellana (1): 1975-76 (Grupo 4).[9]
- Subcampeón de la Copa RFEF (Fase Regional de Madrid) (1): 1995-96.[10]

### Trofeos amistosos
- Trofeo Ciudad de Ávila (1): 1983.[11]
- Trofeo Puchero (1): 1986.
- Trofeo Alcarria (1): 1987.
- Torneo Memorial José Antonio Hernández Guzmán (1): 2010.[12]
- Trofeo Luis Martínez y Mariano García: (1) 2021.[13]

### Palmarés de la A. D. Parla "B"
Campeonatos regionales
- Subcampeón de la Primera Regional de Madrid (2): 1999-00 (Grupo 4)[14] y 2013-14 (Grupo 4).[15]
- Subcampeón de la Segunda Regional de Madrid (1): 2005-06 (Grupo 6).[16]